# Global Champions Tour 2016

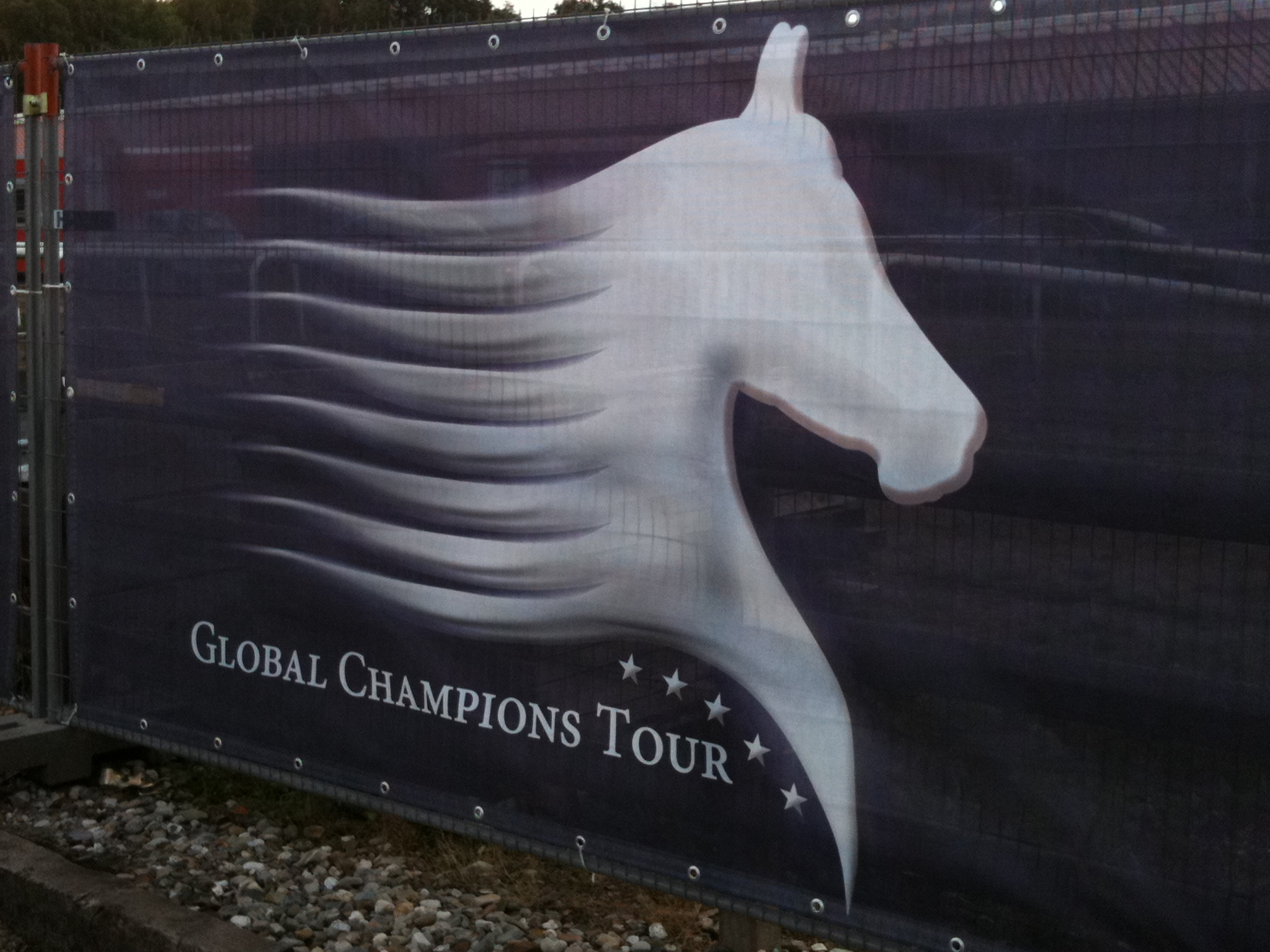
Logo der Global Champions Tour

Die Global Champions Tour 2016 war die elfte Saison der Global Champions Tour, einer internationalen Turnierserie. Sie gilt als eine der wichtigsten Serien im Springreiten. Parallel zur Global Champions Tour wurde die Global Champions League 2016, ausgetragen, die erste Saison des Mannschaftswettbewerbs Global Champions League.
Erneut war Longines Namenssponsor und Zeitmesser der Global Champions Tour (GCT), diese trug daher den Namen Longines Global Champions Tour 2016. Organisator war Jan Tops, die Hälfte der Anteile an der Serie hält seit Sommer 2014 die McCourt Sports Limited, ein Tochterunternehmen des US-Finanzunternehmen McCourt Global.
Die Global Champions Tour (GCT) ist eine von der FEI anerkannte Turnierserie. Hingegen ist die Global Champions League (GCL) von der FEI nicht genehmigt und unterstützt und war damit auch kein Wettbewerb nach FEI-Reglement. Daher waren für deren Prüfungen eigene Offizielle (Richter, Stewards, Parcoursbauer usw.) im Einsatz.

## Ablauf der Turnierserien

### Global Champions Tour
Nachdem seit 2015 wieder ein GCT-Turnier in den Vereinigten Staaten durchgeführt wird, kam mit der Saison 2016 eine weitere amerikanische Etappe hinzu, Austragungsort war Mexiko-Stadt. Weiterhin wurden die Turniere, in deren Rahmen die Global Champions Tour 2016 stattfand, mehrheitlich in Europa durchgeführt (elf Stationen). Daneben wurde eine Etappe in China durchgeführt und der Saisonabschluss wurde erneut in Katar auf der Arabischen Halbinsel ausgerichtet. Ein Turnier in London war im Jahr 2016 nicht mehr Teil der Global Champions Tour.
In der Saison 2016 wurden die GCT-Wertungsprüfungen im Zeitraum von 7. April und dem 5. November 2016 ausgetragen. Die Anzahl der Etappen hatte sich mit 15 um eine Station zur Vorsaison erhöht. Alle Turniere waren als CSI 5*, der höchsten Kategorie im Springreiten, ausgeschrieben.
Die Wertungsprüfungen der Global Champions Tour fanden jeweils am Samstagnachmittag oder -abend statt. Ausgeschrieben waren sie als Springprüfung mit zwei unterschiedlichen Umläufen und Stechen, die Höhe der Hindernisse betrug bis zu 1,60 Meter. Den zweiten Umlauf der GCT-Prüfungen erreichten jeweils die besten 18 Reiter des ersten Umlaufs oder alle Reiter mit fehlerfreien Ritten, soweit dies mehr als 18 waren. In das Stechen zogen jeweils die Teilnehmer ein, die nach den zwei Umläufen punktgleich auf Platz eins geführt wurden (im Regelfall also in beiden Umläufen fehlerfrei blieben). Die Prüfungen waren jeweils mit mindestens 285.000 € dotiert.

### Global Champions League
Das Preisgeld der Global-Champions-League-Prüfungen betrug jeweils 200.000 Euro. Diese Wettbewerbe wurden im Rahmen der Global Champions Tour-Turniere, meist am Sonntagnachmittag oder Freitagnachmittag ausgerichtet. Bei der Global Champions League handelt es sich um einen Mannschaftswettbewerb, bei dem jeweils zwei Reiter einer Mannschaft (die üblicherweise fünf Reiter umfasst) als ein Team antreten. Die Mannschaften waren (mit Ausnahme eines katarischen Teams) unabhängig von ihren Nationalitäten zusammengestellt, die Nationalitäten traten in den Hintergrund und wurden auch in den Ergebnislisten nicht mit aufgeführt.
12 Mannschaften gingen bei den Wertungsprüfungen der GCL-Saison an den Start. Diese umfassten folgende Reiter:
- Antwerp Diamonds:  Harrie Smolders,  Marc Houtzager,  Audrey Coulter,  Katharina Offel,  Jos Verlooy
- Cannes Stars:  Marco Kutscher,  Roger-Yves Bost,  Roosje Brouwer,  Kevin Jochems
- Cascais Charms:  Pilar Cordon,  Andreas Kreuzer,  Quentin Judge,  David Will,  Philip Houston
- Doha Fursan Qatar:  Ali bin Chalid Al Thani,  Bassem Hassan Mohammed,  Ali Al Rumaihi,  Faleh Suwead Al Ajami,  Hamad Ali Mohamed Al Attiyah
- Madrid in Motion:  Doda de Miranda (im Laufe der Saison durch  Alberto Zorzi ersetzt),  Athina Onassis de Miranda,  Pedro Veniss,  Marta Ortega Pérez,  Gonzalo Añón Suarez
- Miami Glory:  Scott Brash,  Kent Farrington,  Georgina Bloomberg,  Kimberly Prince,  Jessica Mendoza
- Monaco Aces:  Maikel van der Vleuten,  Leopold van Asten,  Schuyler Riley,  Daniel Bluman,  Lisa Nooren
- Paris Jets:  Rolf-Göran Bengtsson,  Gregory Wathelet,  Olivier Philippaerts,  Nicola Philippaerts,  Titouan Schumacher
- Rome Gladiators:  Laura Kraut,  Laura Renwick,  Marlon Módolo Zanotelli,  Jack Towell,  Emma Heise
- Shanghai Swans:  Edwina Tops-Alexander,  Ben Maher,  Janne Friederike Meyer,  Jessica Springsteen,  Alexandra Thornton
- Valkenswaard United:  Bertram Allen,  John Whitaker,  Eduardo Menezes,  Emily Moffitt
- Vienna Eagles:  Lauren Hough,  Rodrigo Pessoa,  Paris Sellon,  Danielle Goldstein,  Emanuel Andrade

## Medien
Eurosport war ein weiteres Jahr Medienpartner der Global Champions Tour. Zumeist auf Eurosport 1 wurden die Prüfungen der GCT übertragen. Die Übertragungen, die den zweiten Umlauf sowie das Stechen umfassten, erfolgten live oder zeitversetzt live. Die GCT und GCL-Wertungsprüfungen sowie viele weitere Prüfungen der GCT-Turniere wurden auf der Internetseite der Global Champions Tour per Livestream übertragen.

## Die Prüfungen

### 1. Prüfung: Miami Beach
Die Global Champions Tour-Saison begann mit zwei nordamerikanischen Etappen, die erste hiervon fand in Miami Beach statt. Miami Beach war zum zweiten Mal Teil der Global Champions Tour, für das Turnier wurde ein provisorisches Reitstadion an den Strand von Miami Beach auf Höhe des Setai Hotels errichtet. Das Turnier fand vom 7. bis 10. April 2016 statt. Am vorletzten Tag stand die GCT-Wertungsprüfung auf dem Programm, am letzten Tag wurde die erste Prüfung der neuen Global Champions League ausgetragen.
Global Champions Tour: Im ersten Umlauf der GCL-Wertungsprüfung blieben 17 Starterpaare ohne Fehler, die schnellste Zeit der fehlerfreien Reiter mit über einer Sekunde Vorsprung hatte David Will mit Mic Mac du Tillard. Im zweiten Umlauf dieser Prüfung bekamen etliche Reiter vier Strafpunkte hinzu. Hiervon profitierte Kevin Staut, der mit Elky van het Indihof als einziger Teilnehmer mit vier Strafpunkten aus dem ersten Umlauf in den zweiten Umlauf eingezogen war, hier keine Fehler hatte und sich mit einer schnellen Runde von 18. auf den 7. Rang vorarbeiten konnte. Sechs Paare blieben in beiden Umläufen ohne Strafpunkte, was ihnen den Einzug in das Stechen einbrachte. Hier gelang noch drei von ihnen ein Ritt ohne Fehler, mit spürbarem Vorsprung siegte Edwina Tops-Alexander vor McLain Ward.
|             | Reiter                | Pferd                | 1. Umlauf | 1. Umlauf   | 2. Umlauf | 2. Umlauf   | Stechen  | Stechen | Wertungs- punkte |
| Strafpunkte | Reiter                | Pferd                | Zeit (s)  | Strafpunkte | Zeit (s)  | Strafpunkte | Zeit (s) |         | Wertungs- punkte |
| ----------- | --------------------- | -------------------- | --------- | ----------- | --------- | ----------- | -------- | ------- | ---------------- |
| 1           | Edwina Tops-Alexander | Lintea Tequila       | 0         | -           | 0         | -           | 0        | 34,59   | 40               |
| 2           | McLain Ward           | Azur                 | 0         | -           | 0         | -           | 0        | 35,78   | 37               |
| 3           | Christian Ahlmann     | Epleaser van't Heike | 0         | -           | 0         | -           | 0        | 37,38   | 35               |

(Plätze eins bis drei von insgesamt 50 Teilnehmern)
Global Champions League: Nach einer Testprüfung im Rahmen des GCT-Turniers von Valkenswaard im August 2015 wurde in Miami die erste Wertungsprüfung der Global Champions League durchgeführt. Dies war die einzige Prüfung am Sonntag (10. April 2016). Im ersten Umlauf kam es hier noch zu recht vielen Fehlern, so dass alle Mannschaften mit 10 oder weniger Strafpunkte in die Runde der besten acht Teams einzogen. Komplett ohne Fehler waren im ersten Umlauf nur zwei Mannschaften. Im zweiten Umlauf bekamen beide Reiter des bisher mit führenden Teams Miami Glory (Kent Farrington mit Creedance und Georgina Bloomberg mit Caleno) vier Strafpunkte, so dass dieses auf den dritten Platz abrutschte. Noch auf den zweiten Platz schob sich dank zweier fehlerloser Ritte Antwerp Diamonds. Der Sieg ging an Valkenswaard United, die im zweiten Umlauf vier Strafpunkte bekamen, aber schneller als die zweitplatzierte Mannschaft waren.
|             | Team                | Reiter/Pferde                    | 1. Umlauf   | 2. Umlauf | 2. Umlauf   | Gesamt   | Gesamt | Wertungs- punkte |
| Strafpunkte | Team                | Reiter/Pferde                    | Strafpunkte | Zeit (s)  | Strafpunkte | Zeit (s) |        | Wertungs- punkte |
| ----------- | ------------------- | -------------------------------- | ----------- | --------- | ----------- | -------- | ------ | ---------------- |
| 1           | Valkenswaard United | John Whitaker mit Lord of Arabia | 0           | 0         | 60,43       | 4        | 113,15 | 30               |
| 1           | Valkenswaard United | Bertram Allen mit Quiet Easy     | 0           | 4         | 52,72       | 4        | 113,15 | 30               |
| 2           | Antwerp Diamonds    | Audrey Coulter mit Alex          | 4           | 0         | 57,93       | 4        | 118,59 | 27               |
| 2           | Antwerp Diamonds    | Harrie Smolders mit Bokai        | 0           | 0         | 60,66       | 4        | 118,59 | 27               |

### 2. Prüfung: Mexiko-Stadt
Wenige Tage nach Miami, vom 14. bis 17. April 2016, wurde das zweite nordamerikanische Turnier der Turnierserien ausgetragen. Das Turnier in Mexiko-Stadt stand von der Aufgabenstellung her jedoch in völligem Kontrast zu Miami: Statt auf Meereshöhe befanden sich die Teilnehmer auf gut 2300 Meter Höhe und damit auf einem der höchstgelegenen Turnierplätze im internationalen Pferdesport. An Stelle eines kleinen Sandplatzes wie bei der ersten Etappe trat hier mit dem Campo Marte ein großer Rasenplatz.
Global Champions Tour: Am Nachmittag des 16. April 2016 wurde auf dem Campo Marte erstmals eine Wertungsprüfung der GCT ausgerichtet. Nach einer sehr hohen Zahl an fehlerfreien Ritten in der Wertungsprüfung von Miami forderte Parcoursbauer Uliano Vezzani die Reiter in Mexiko mehr, nur sechs Ritte ohne Fehler gab es im ersten Umlauf. Für den zweiten Umlauf qualifizierten sich alle Reiter mit fünf oder weniger Strafpunkte. Auch einem mexikanischen Teilnehmer gelang dies, Antonio Chedraui bekam im zweiten Umlauf zu seinem einen Zeitstrafpunkt aus dem ersten Umlauf noch vier Strafpunkte hinzu und beendete die Prüfung auf dem zwölften Platz.
Für das Stechen hatte sich wie bereits in Miami Christian Ahlmann mit Epleaser van't Heike qualifiziert, er kam mit vier Strafpunkte jedoch nur auf den vierten Platz von vier Stechteilnehmern. Auch mit seinem erst neunjährigen Schimmel Hector van d'Abdijhoeve war Bertram Allen schnell im Stechen unterwegs, vier Strafpunkte warfen ihn auf den dritten Platz zurück. Noch schneller und ohne Fehler war Roger-Yves Bost mit dem 12-jährigen Qoud'Coeur de la Loge, was ihm den Sieg in dieser Prüfung einbrachte.
|             | Reiter          | Pferd                   | 1. Umlauf | 1. Umlauf   | 2. Umlauf | 2. Umlauf   | Stechen  | Stechen | Wertungs- punkte |
| Strafpunkte | Reiter          | Pferd                   | Zeit (s)  | Strafpunkte | Zeit (s)  | Strafpunkte | Zeit (s) |         | Wertungs- punkte |
| ----------- | --------------- | ----------------------- | --------- | ----------- | --------- | ----------- | -------- | ------- | ---------------- |
| 1           | Roger-Yves Bost | Qoud'Coeur de la Loge   | 0         | -           | 0         | -           | 0        | 37,23   | 40               |
| 2           | Jos Verlooy     | Caracas                 | 0         | -           | 0         | -           | 0        | 41,63   | 37               |
| 3           | Bertram Allen   | Hector van d'Abdijhoeve | 0         | -           | 0         | -           | 4        | 38,19   | 35               |

(Plätze eins bis drei von insgesamt 42 Teilnehmern)
Global Champions League: Genau einen Tag nach der GCT-Prüfung wurde die Wertungsprüfung der Global Champions League durchgeführt. Auch diese Springprüfung mit zwei Umläufen stellte für den Teilnehmer eine große Herausforderung dar: Zwei Mannschaften schieden bereits im ersten Umlauf durch die Aufgabe eines oder beider Reiter aus; fehlerfrei blieb keine Mannschaft. Auch im zweiten Umlauf setzte sich dies fort: Nur Harrie Smolders blieb in beiden Umläufen ohne Fehler, aber wegen 21 Strafpunkte seines Teampartners Jos Verlooy fanden sich die Antwerp Diamonds im Endergebnis jedoch nur auf dem siebenten Platz. Der Sieg ging an das Amazonenteam der Shanghai Swans mit zehn Strafpunkte.
|             | Team           | Reiter/Pferde                          | 1. Umlauf   | 2. Umlauf | 2. Umlauf   | Gesamt   | Gesamt | Wertungs- punkte |
| Strafpunkte | Team           | Reiter/Pferde                          | Strafpunkte | Zeit (s)  | Strafpunkte | Zeit (s) |        | Wertungs- punkte |
| ----------- | -------------- | -------------------------------------- | ----------- | --------- | ----------- | -------- | ------ | ---------------- |
| 1           | Shanghai Swans | Edwina Tops-Alexander mit Ego van Orti | 4           | 1         | 74,57       | 10       | 151,90 | 30               |
| 1           | Shanghai Swans | Janne Friederike Meyer mit Charlotta   | 0           | 5         | 77,33       | 10       | 151,90 | 30               |
| 2           | Cannes Stars   | Roger-Yves Bost mit Sunshine du Phare  | 8           | 2         | 79,18       | 15       | 156,01 | 27               |
| 2           | Cannes Stars   | Kevin Jochems mit Zanzibar             | 0           | 5         | 76,83       | 15       | 156,01 | 27               |

### 3. Prüfung: Antwerpen
Vom 21. bis 24. April 2016 wurde zum dritten Mal eine Etappe der Global Champions Tour im Hafen von Antwerpen durchgeführt.
Global Champions Tour: Den Tagesabschluss des Samstags (23. April 2016) bildete die GCT-Wertungsprüfung. Im ersten Umlauf dieser Prüfung blieben 14 Startpaare ohne Fehler, nach dem zweiten Umlauf reduzierte sich die Zahl der weiterhin fehlerfreien auf fünf. Aus dem Stechen dieser fünf Reiter ging Pénélope Leprevost mit ihrer 11-jährigen Fuchsstute Flora de Mariposa als Siegerin hervor. Der Sieger des Vorjahres, Simon Delestre, kam mit Hermes Ryan auf den zweiten Platz.
|             | Reiter               | Pferd             | 1. Umlauf | 1. Umlauf   | 2. Umlauf | 2. Umlauf   | Stechen  | Stechen | Wertungs- punkte |
| Strafpunkte | Reiter               | Pferd             | Zeit (s)  | Strafpunkte | Zeit (s)  | Strafpunkte | Zeit (s) |         | Wertungs- punkte |
| ----------- | -------------------- | ----------------- | --------- | ----------- | --------- | ----------- | -------- | ------- | ---------------- |
| 1           | Pénélope Leprevost   | Flora de Mariposa | 0         | -           | 0         | -           | 0        | 33,09   | 40               |
| 2           | Simon Delestre       | Hermes Ryan       | 0         | -           | 0         | -           | 0        | 33,74   | 37               |
| 3           | Rolf-Göran Bengtsson | Casall            | 0         | -           | 0         | -           | 0        | 34,59   | 35               |

(Plätze eins bis drei von insgesamt 45 Teilnehmern)
Global Champions League: Als Hauptprüfung des Turniersonntags wurde die Global-Champions-League-Etappe am 24. April ab 15:30 Uhr ausgerichtet. Den ersten Umlauf beendeten drei Mannschaften ohne Strafpunkte. Dieses Ergebnis konnte jedoch keines der Teams halten, so dass nach dem zweiten Umlauf vier Mannschaften mit vier Strafpunkten an der Spitze lagen. Mit Zeiten von 111,77 Sekunden und 112,37 Sekunden kamen die Antwerp Diamonds und Valkenswaard United auf die Plätze eins und zwei, mit deutlichen Zeitabstand folgten Monaco Aces und Rome Gladiators auf dem dritten und vierten Rang.
|             | Team                | Reiter/Pferde                  | 1. Umlauf   | 2. Umlauf | 2. Umlauf   | Gesamt   | Gesamt | Wertungs- punkte |
| Strafpunkte | Team                | Reiter/Pferde                  | Strafpunkte | Zeit (s)  | Strafpunkte | Zeit (s) |        | Wertungs- punkte |
| ----------- | ------------------- | ------------------------------ | ----------- | --------- | ----------- | -------- | ------ | ---------------- |
| 1           | Antwerp Diamonds    | Audrey Coulter mit Domino      | 0           | 4         | 55,80       | 4        | 111,77 | 30               |
| 1           | Antwerp Diamonds    | Jos Verlooy mit Caracas        | 0           | 0         | 44,97       | 4        | 111,77 | 30               |
| 2           | Valkenswaard United | Bertram Allen mit Molly Malone | 4           | 0         | 55,38       | 4        | 112,37 | 27               |
| 2           | Valkenswaard United | John Whitaker mit Ornellaia    | 0           | 0         | 56,99       | 4        | 112,37 | 27               |

### 4. Prüfung: Shanghai
Wie Antwerpen, so war auch Shanghai zum dritten Mal Teil der Global Champions Tour. Das unter besonderen Quarantänebedingungen durchgeführte Turnier wurde vom 29. April bis 1. Mai 2016 ausgetragen.
Global Champions Tour: Das Starterfeld in Shanghai war übersichtlich, in der GCT-Wertungsprüfung gingen 28 Reiter mit ihren Pferden an den Start. Die erlaubte Zeit spielte im ersten Umlauf kaum eine Rolle, keiner der Teilnehmer kassierte Zeitstrafpunkte. Für den zweiten Umlauf qualifizierten sich neben den fehlerfreien Reitern auch vier und damit mehr als die Hälfte der Reiter mit vier Strafpunkten.
In das Stechen schafften es fünf Teilnehmer. Christian Ahlmann ging das Stechen mit Colorit in hohem Grundtempo an, mit 40,68 Sekunden gelang ihm die beste Zeit in diesem Stechen. Nach einem Hindernisabwurf kam er jedoch nur auf den fünften Rang, die übrigen Stechteilnehmer blieben hier ohne Fehler. Der Sieg ging an Abdullah asch-Scharbatly, der mit Tobalio in unter 42 Sekunden in das Ziel kam.
|             | Reiter                   | Pferd    | 1. Umlauf | 1. Umlauf   | 2. Umlauf | 2. Umlauf   | Stechen  | Stechen | Wertungs- punkte |
| Strafpunkte | Reiter                   | Pferd    | Zeit (s)  | Strafpunkte | Zeit (s)  | Strafpunkte | Zeit (s) |         | Wertungs- punkte |
| ----------- | ------------------------ | -------- | --------- | ----------- | --------- | ----------- | -------- | ------- | ---------------- |
| 1           | Abdullah asch-Scharbatly | Tobalio  | 0         | -           | 0         | -           | 0        | 41,97   | 40               |
| 2           | Marco Kutscher           | Van Gogh | 0         | -           | 0         | -           | 0        | 42,27   | 37               |
| 3           | Marc Houtzager           | Calimero | 0         | -           | 0         | -           | 0        | 43,26   | 35               |

(Plätze eins bis drei von insgesamt 28 Teilnehmern)
Global Champions League: Auch in der Wertungsprüfung der Global Champions League war das Starterfeld eingeschränkt, erstmals waren nicht alle zwölf, sondern nur elf Teams am Start. Im ersten Umlauf kamen drei Mannschaften fehlerfrei in das Ziel, ein Team kassierte lediglich einen Zeitstrafpunkt. Im zweiten Umlauf kamen mit Valkenswaard United und den Paris Jets zwei Mannschaften ohne Strafpunkte in das Ziel, beide hatten jedoch im ersten Umlauf Strafpunkte gesammelt. Der Sieg ging an die Cascais Charms, die in Shanghai durch die beiden unter 30-jährigen deutschen Reiter Andreas Kreuzer und David Will vertreten wurden und in beiden Umläufen zusammen auf nur zwei Zeitstrafpunkte kamen.
|             | Team                | Reiter/Pferde                            | 1. Umlauf   | 2. Umlauf | 2. Umlauf   | Gesamt   | Gesamt | Wertungs- punkte |
| Strafpunkte | Team                | Reiter/Pferde                            | Strafpunkte | Zeit (s)  | Strafpunkte | Zeit (s) |        | Wertungs- punkte |
| ----------- | ------------------- | ---------------------------------------- | ----------- | --------- | ----------- | -------- | ------ | ---------------- |
| 1           | Cascais Charms      | Andreas Kreuzer mit Zerafina             | 0           | 0         | 72,96       | 2        | 155,07 | 30               |
| 1           | Cascais Charms      | David Will mit Monodie H                 | 0           | 2         | 82,11       | 2        | 155,07 | 30               |
| 2           | Valkenswaard United | Alberto Zorzi mit Fair Light van't Heike | 0           | 0         | 73,99       | 4        | 140,35 | 27               |
| 2           | Valkenswaard United | Eduardo Menezes mit Caruschka            | 4           | 0         | 66,36       | 4        | 140,35 | 27               |

### 5. Prüfung: Hamburg
Zum neunten Mal wurde im Rahmen des Deutschen Spring- und Dressurderby eine Etappe der Global Champions Tour ausgetragen. Das Turnier fand wie jedes Jahr am Himmelfahrtswochenende, vom 4. bis zum 8. Mai 2016 in Hamburg-Klein Flottbek statt.
Global Champions Tour: Die GCT-Wertungsprüfung ist hier der Große Preis von Hamburg, dieser wurde am Nachmittag des 7. Mai 2016 durchgeführt. Im ersten Umlauf der Prüfung blieben gleich 17 Reiter mit ihren Pferden ohne Hindernisfehler, drei hiervon hatten jedoch einen Zeitstrafpunkt. Damit kam von den Teilnehmern mit vier Strafpunkten nur das deutsche Meisterpaar des Vorjahres, Denis Nielsen mit Cashmoaker, in den zweiten Umlauf. Eine zweite fehlerfreie Runde und damit der Stecheinzug glückte im zweiten Umlauf acht Reitern. Der Sieg ging an Ludger Beerbaum, der im Stechen mit Casello als einziger erneut fehlerfreier Teilnehmer eine Zeit von unter 35 Sekunden in das Ziel brachte.
|             | Reiter          | Pferd   | 1. Umlauf | 1. Umlauf   | 2. Umlauf | 2. Umlauf   | Stechen  | Stechen | Wertungs- punkte |
| Strafpunkte | Reiter          | Pferd   | Zeit (s)  | Strafpunkte | Zeit (s)  | Strafpunkte | Zeit (s) |         | Wertungs- punkte |
| ----------- | --------------- | ------- | --------- | ----------- | --------- | ----------- | -------- | ------- | ---------------- |
| 1           | Ludger Beerbaum | Casello | 0         | -           | 0         | -           | 0        | 34,81   | 40               |
| 2           | Harrie Smolders | Don Z   | 0         | -           | 0         | -           | 0        | 35,25   | 37               |
| 3           | Daniel Bluman   | Sancha  | 0         | -           | 0         | -           | 0        | 35,29   | 35               |

(Plätze eins bis drei von insgesamt 50 Teilnehmern)
Global Champions League: In Hamburg fand die Prüfung der GCL abweichend nicht am Sonntag, sondern am Freitagabend statt. Hier blieben zwei Mannschaften in beiden Umläufen fehlerfrei, so dass die Entscheidung um den Sieg anhand der benötigten Zeit im zweiten Umlauf entschieden werden musste. Der Sieg ging an Valkenswaard United, dass wie bereits beim Sieg in Miami von John Whitaker und Bertram Allen vertreten wurde und von der sehr schnellen Zeit Allens profitierte. Auch die Antwerp Diamonds traten mit der gleichen Mannschaft wie in Miami an (diese sogar mit den gleichen Pferden) und kamen ebenso auf den zweiten Rang.
|             | Team                | Reiter/Pferde                      | 1. Umlauf   | 2. Umlauf | 2. Umlauf   | Gesamt   | Gesamt | Wertungs- punkte |
| Strafpunkte | Team                | Reiter/Pferde                      | Strafpunkte | Zeit (s)  | Strafpunkte | Zeit (s) |        | Wertungs- punkte |
| ----------- | ------------------- | ---------------------------------- | ----------- | --------- | ----------- | -------- | ------ | ---------------- |
| 1           | Valkenswaard United | John Whitaker mit Cassinis Chaplin | 0           | 0         | 81,07       | 0        | 150,29 | 30               |
| 1           | Valkenswaard United | Bertram Allen mit Romanov          | 0           | 0         | 69,22       | 0        | 150,29 | 30               |
| 2           | Antwerp Diamonds    | Audrey Coulter mit Alex            | 0           | 0         | 75,04       | 0        | 153,92 | 27               |
| 2           | Antwerp Diamonds    | Harrie Smolders mit Bokai          | 0           | 0         | 78,88       | 0        | 153,92 | 27               |

### 6. Prüfung: Madrid
Der zum 106. Mal ausgerichtete CSI von Madrid im Club de Campo Villa de Madrid bot den Rahmen für die die spanische Station der Global Champions Tour / Global Champions League. Das Turnier fand vom 19. bis 22. Mai 2016 statt.
Global Champions Tour: Die Global Champions Tour-Wertungsprüfung wurde am Samstag (21. Mai) ab 17:00 Uhr durchgeführt. 14 Starterpaare blieben im ersten Umlauf ohne Fehler, für den zweiten Umlauf der besten 18 qualifizierten sich daher auch noch ein Reiter mit einem Zeitstrafpunkt und die drei schnellsten Teilnehmer mit vier Strafpunkten. Im zweiten Umlauf glückte sechs Reitern eine erneute fehlerfreie Runde, so dass diese in das Stechen einzogen.
Bereits zu Beginn des Stechens gelang Abdullah asch-Scharbatly (der im ersten Umlauf noch der langsamste Reiter ohne Strafpunkte gewesen war) mit seinem 16-jährigen Wallach Tobalio eine sehr gute fehlerfreie Runde in einer Zeit von 36,08 Sekunden. An diese Zeit kamen die folgenden Stechteilnehmer nicht heran. Noch am nächsten an dieser Zeit war unter dem Jubel seiner Landsleute Eduardo Álvarez Aznar, der nur 30 Hundertstelsekunden langsamer als asch-Scharbatly war. Erst der letzte Reiter, Marcus Ehning, schaffte eine noch schnellere Zeit und blieb mit dem erst zu Jahresbeginn übernommenen Wallach Pret a Tout auch ohne Strafpunkte und sicherte sich damit den Sieg in dieser Prüfung.
|             | Reiter                   | Pferd                 | 1. Umlauf | 1. Umlauf   | 2. Umlauf | 2. Umlauf   | Stechen  | Stechen | Wertungs- punkte |
| Strafpunkte | Reiter                   | Pferd                 | Zeit (s)  | Strafpunkte | Zeit (s)  | Strafpunkte | Zeit (s) |         | Wertungs- punkte |
| ----------- | ------------------------ | --------------------- | --------- | ----------- | --------- | ----------- | -------- | ------- | ---------------- |
| 1           | Marcus Ehning            | Pret a Tout           | 0         | -           | 0         | -           | 0        | 35,17   | 40               |
| 2           | Abdullah asch-Scharbatly | Tobalio               | 0         | -           | 0         | -           | 0        | 36,08   | 37               |
| 3           | Eduardo Álvarez Aznar    | Rokfeller de Pleville | 0         | -           | 0         | -           | 0        | 36,38   | 35               |

(Plätze eins bis drei von insgesamt 50 Teilnehmern)
Global Champions League: Am Sonntagabend, im Anschluss an den traditionsreichen Königscup (Copa del Rey) wurde die Global-Champions-League-Etappe von Madrid ausgetragen. Im ersten Umlauf blieben fünf der zwölf Teams ohne Strafpunkte, was im zweiten Umlauf jedoch keiner Mannschaft gelang. Nur einen Hindernisabwurf hatten die Cannes Stars, da beide Reiter jedoch mit eher langsamen Zeiten in das Ziel kamen und Marco Kutscher sogar einen Zeitstrafpunkt bekam, schoss das Team auf den zweiten Platz ab. Nur vier Strafpunkte und zwei schnelle Ritte brachte dem aus Laura Renwick und Laura Kraut bestehenden Team Rome Gladiators den Sieg.
|             | Team            | Reiter/Pferde                         | 1. Umlauf   | 2. Umlauf | 2. Umlauf   | Gesamt   | Gesamt | Wertungs- punkte |
| Strafpunkte | Team            | Reiter/Pferde                         | Strafpunkte | Zeit (s)  | Strafpunkte | Zeit (s) |        | Wertungs- punkte |
| ----------- | --------------- | ------------------------------------- | ----------- | --------- | ----------- | -------- | ------ | ---------------- |
| 1           | Rome Gladiators | Laura Kraut mit Confu                 | 0           | 4         | 72,68       | 4        | 141,78 | 30               |
| 1           | Rome Gladiators | Laura Renwick mit Bintang II          | 0           | 0         | 69,10       | 4        | 141,78 | 30               |
| 2           | Cannes Stars    | Marco Kutscher mit Clenur             | 0           | 1         | 79,84       | 5        | 157,36 | 27               |
| 2           | Cannes Stars    | Roger-Yves Bost mit Sunshine du Phare | 0           | 4         | 77,52       | 5        | 157,36 | 27               |

### 7. Prüfung: Chantilly
Das in den vorangegangenen Jahren stets im Juli ausgerichtete CSI 5*-Turnier von Chantilly fand im Jahr 2016 vom 26. bis 29. Mai 2016 statt und eröffnete damit die Abfolge von vier Global Champions Tour-Turnieren in Frankreich und Monaco nacheinander. Die Veranstaltung fand auf dem Gelände der Rennbahn am Rande des Schlosses von Chantilly statt.
Global Champions Tour: Am Nachmittag des 28. Mai stand die Wertungsprüfung der GCT auf dem Programm. Im ersten Umlauf gab es 14 fehlerfreie Ritte, die vier schnellsten Teilnehmer mit vier Strafpunkten füllten das Starterfeld des zweiten Umlaufs auf. Gleich acht Reitern gelang es mit ihren Pferden, in beiden Umläufen ohne Fehler zu bleiben und damit in das Stechen einzuziehen. Hier war es Ludger Beerbaum, der als schnellster von vier fehlerlosen Stechreitern in das Ziel kam und damit die Prüfung gewann.
|             | Reiter          | Pferd                      | 1. Umlauf | 1. Umlauf   | 2. Umlauf | 2. Umlauf   | Stechen  | Stechen | Wertungs- punkte |
| Strafpunkte | Reiter          | Pferd                      | Zeit (s)  | Strafpunkte | Zeit (s)  | Strafpunkte | Zeit (s) |         | Wertungs- punkte |
| ----------- | --------------- | -------------------------- | --------- | ----------- | --------- | ----------- | -------- | ------- | ---------------- |
| 1           | Ludger Beerbaum | Chiara                     | 0         | -           | 0         | -           | 0        | 38,28   | 40               |
| 2           | Daniel Deußer   | First Class van Eeckelghem | 0         | -           | 0         | -           | 0        | 38,98   | 37               |
| 3           | Daniel Bluman   | Conconcreto Apardi         | 0         | -           | 0         | -           | 0        | 39,45   | 35               |

(Plätze eins bis drei von insgesamt 47 Teilnehmern)
Global Champions League: Als Tagesabschluss des Sonntags wurde die Prüfung der GCL durchgeführt. Im ersten Umlauf kam es nur zu wenigen Fehlern, so dass ein Ergebnis von schlechtestens vier Strafpunkten pro Team für den Einzug in den zweiten Umlauf der besten acht Mannschaften erforderlich war. Der zweite Umlauf hingegen war durch deutlich mehr Fehler gekennzeichnet, keines der Teams blieb hier komplett fehlerfrei. Mit je einem Strafpunkt aus beiden Umläufen siegte die Mannschaft Madrid in Motion.
|             | Team             | Reiter/Pferde                          | 1. Umlauf   | 2. Umlauf | 2. Umlauf   | Gesamt   | Gesamt | Wertungs- punkte |
| Strafpunkte | Team             | Reiter/Pferde                          | Strafpunkte | Zeit (s)  | Strafpunkte | Zeit (s) |        | Wertungs- punkte |
| ----------- | ---------------- | -------------------------------------- | ----------- | --------- | ----------- | -------- | ------ | ---------------- |
| 1           | Madrid in Motion | Gonzalo Añón Suarez mit Qlamp d'Ivraie | 1           | 1         | 77,54       | 2        | 154,19 | 30               |
| 1           | Madrid in Motion | Pedro Veniss mit For Felicila          | 0           | 0         | 76,65       | 2        | 154,19 | 30               |
| 2           | Rome Gladiators  | Laura Renwick mit Heliodor Hybris      | 0           | 4         | 72,09       | 4        | 146,20 | 27               |
| 2           | Rome Gladiators  | Marlon Módolo Zanotelli mit Valetto    | 0           | 0         | 74,11       | 4        | 146,20 | 27               |

### 8. Prüfung: Cannes
Vom 9. bis zum 11. Juni 2016 wurde in Cannes das Turnier Jumping Cannes ausgetragen. Austragungsort ist das Fußballstadion Stade des Hespérides, welches sich in unmittelbarer Nähe zum Boulevard de la Croisette befindet.
Global Champions Tour: Nur acht Teilnehmer blieben im ersten Umlauf des Grand Prix von Cannes ohne Fehler, so dass auch ein Reiter mit einem Zeitstrafpunkt und neun mit vier Strafpunkten in den zweiten Umlauf einzogen. Im zweiten Umlauf gab es zehn Nullrunden, vier der acht bisher fehlerlos gebliebenen Teilnehmer gelang der Einzug in das Stechen.
Das Stechen selbst war von ständigen Führungswechseln geprägt: Alle Reiter im Stechen blieben ohne Fehler. Roger-Yves Bost hatte mit seiner 10-jährigen Stute Sangria du Coty bereits einen schnellen Ritt (40,52 Sekunden) gezeigt, doch Daniel Deußer, Edwina Tops-Alexander und Scott Brash waren als jeweils nachfolgende Starter noch schneller – im Schnitt fast eine Sekunde pro Teilnehmer. Somit gewann Brash mit seinem Oldenburger Wallach die Prüfung.
|             | Reiter                | Pferd                  | 1. Umlauf | 1. Umlauf   | 2. Umlauf | 2. Umlauf   | Stechen  | Stechen | Wertungs- punkte |
| Strafpunkte | Reiter                | Pferd                  | Zeit (s)  | Strafpunkte | Zeit (s)  | Strafpunkte | Zeit (s) |         | Wertungs- punkte |
| ----------- | --------------------- | ---------------------- | --------- | ----------- | --------- | ----------- | -------- | ------- | ---------------- |
| 1           | Scott Brash           | Forever                | 0         | -           | 0         | -           | 0        | 37,98   | 40               |
| 2           | Edwina Tops-Alexander | Lintea Tequila         | 0         | -           | 0         | -           | 0        | 38,67   | 37               |
| 3           | Daniel Deußer         | Equita van't Zorgvliet | 0         | -           | 0         | -           | 0        | 39,32   | 35               |

(Plätze eins bis drei von insgesamt 50 Teilnehmern)
Global Champions League: Da das Turnier in Cannes traditionell am Samstag endet wurde erstmals eine GCL-Prüfung direkt im Anschluss an eine Global Champions Tour-Prüfung ausgetragen. Beginn für die Global Champions League von Cannes war damit der 11. Juni um 22 Uhr. Aus dem ersten Umlauf gingen drei Mannschaften ohne Fehler hervor, die sich im Endergebnis auch auf den ersten drei Plätzen befanden. Während sieben der verbleibenden Mannschaften im zweiten Umlauf eine höhere Zahl von Strafpunkten sammelten, blieb das durch zwei niederländische Reiter vertretene Team Monaco Aces komplett fehlerfrei und gewann damit.
|             | Team             | Reiter/Pferde                                     | 1. Umlauf   | 2. Umlauf | 2. Umlauf   | Gesamt   | Gesamt | Wertungs- punkte |
| Strafpunkte | Team             | Reiter/Pferde                                     | Strafpunkte | Zeit (s)  | Strafpunkte | Zeit (s) |        | Wertungs- punkte |
| ----------- | ---------------- | ------------------------------------------------- | ----------- | --------- | ----------- | -------- | ------ | ---------------- |
| 1           | Madrid in Motion | Leopold van Asten mit Miss Untouchable            | 0           | 0         | 72,39       | 0        | 145,00 | 30               |
| 1           | Madrid in Motion | Maikel van der Vleuten mit Quatro                 | 0           | 0         | 72,61       | 0        | 145,00 | 30               |
| 2           | Paris Jets       | Gregory Wathelet mit Coree                        | 0           | 4         | 66,29       | 4        | 146,20 | 27               |
| 2           | Paris Jets       | Olivier Philippaerts mit Challenge v. Begijnakker | 0           | 4         | 71,58       | 4        | 146,20 | 27               |

### 9. Prüfung: Monaco
Zwei Wochen nach Cannes machte die GCT erneut an der Côte d’Azur Station. Das Turnier Jumping International de Monte Carlo fand vom 23. Juni bis zum 26. Juni 2016 auf einem provisorisch für die Veranstaltung aufgeschütteten Sandplatz am Ufer des Boulevard Albert 1er am Port Hercule in Monaco statt.
Global Champions Tour: Der Parcours des ersten Umlaufs des am Abend des 25. Juni ausgetragenen Grand Prix du Prince de Monaco war für die Teilnehmer gut zu bewältigen, 29 von 42 Startern kamen mit vier oder weniger Strafpunkten in das Ziel. Da 16 Starterpaare ohne Fehler blieben, zogen daneben nur die zwei Reiter mit den schnellsten der Vier-Fehler-Ritten in den zweiten Umlauf ein.
Als vierte Starterin im zweiten Umlauf gelang es Janne Friederike Meyer mit Chuck als erster Teilnehmerin, in beiden Umläufen ohne Hindernisfehler zu bleiben. Sie kam im zweiten Umlauf zunächst über die erlaubte Zeit, da diese nach ihrem Ritt (dem dritten beendeten Ritt im zweiten Umlauf) jedoch heraufgesetzt wurde, zog sie dann doch in das Stechen ein. Acht weitere Reiter qualifizierten sich mit ihren Pferden für das Stechen.
Während Janne Friederike Meyer als erste Stechreiterin zwar ohne Fehler blieb, aber eine Zeit von über 40 Sekunden benötigte (6. Platz im Endklassement), kam Rolf-Göran Bengtsson bereits in unter 38 Sekunden in das Ziel. Als dritter Starter im Stechen benötigte Emanuele Gaudiano mit seinem Schimmelhengst Caspar nur 36,64 Sekunden für den Parcours. Mit diesem fehlerfreien Ritt setzte sich Gaudiano bis zum Ende des Stechens in Führung und gewann damit die Prüfung. Auf den zweiten Platz konnte sich Piergiorgio Bucci mit dem 12-jährigen Casallo Z setzen, so dass es hier (nur gut 10 Kilometer von der italienischen Grenze entfernt) einen italienischen Doppelerfolg gab.
|             | Reiter               | Pferd     | 1. Umlauf | 1. Umlauf   | 2. Umlauf | 2. Umlauf   | Stechen  | Stechen | Wertungs- punkte |
| Strafpunkte | Reiter               | Pferd     | Zeit (s)  | Strafpunkte | Zeit (s)  | Strafpunkte | Zeit (s) |         | Wertungs- punkte |
| ----------- | -------------------- | --------- | --------- | ----------- | --------- | ----------- | -------- | ------- | ---------------- |
| 1           | Emanuele Gaudiano    | Caspar    | 0         | -           | 0         | -           | 0        | 36,64   | 40               |
| 2           | Piergiorgio Bucci    | Casallo Z | 0         | -           | 0         | -           | 0        | 37,37   | 37               |
| 3           | Rolf-Göran Bengtsson | Casall    | 0         | -           | 0         | -           | 0        | 37,95   | 35               |

(Plätze eins bis drei von insgesamt 42 Teilnehmern)
Global Champions League: Das sonst traditionell am Samstagabend endende Turnier von Monaco wurde im Jahr 2016 für die Global Champions League sowie drei Rahmenprüfungen (Einladungsprüfungen) bis zum Nachmittag des Sonntags verlängert. Im ersten Umlauf der GCL-Prüfung blieb das Team Monaco Aces ohne Fehler, Doha Fursan Qatar kam mit nur einem Zeitstrafpunkt auf den zweiten Platz. Der zweite Umlauf warf das Ergebnis deutlich durcheinander: Die Mannschaft Doha Fursan Qatar schied aus und fiel damit auf den achten Platz zurück, acht Strafpunkte für Monaco Aces ließen diese auf den zweiten Platz zurückfallen. Die nach dem ersten Umlauf zusammen mit zwei anderen Teams auf dem dritten Platz befindliche Mannschaft Valkenswaard United blieb ohne Fehler und gewann mit nur vier Strafpunkten die Prüfung.
|             | Team                | Reiter/Pferde                       | 1. Umlauf   | 2. Umlauf | 2. Umlauf   | Gesamt   | Gesamt | Wertungs- punkte |
| Strafpunkte | Team                | Reiter/Pferde                       | Strafpunkte | Zeit (s)  | Strafpunkte | Zeit (s) |        | Wertungs- punkte |
| ----------- | ------------------- | ----------------------------------- | ----------- | --------- | ----------- | -------- | ------ | ---------------- |
| 1           | Valkenswaard United | Bertram Allen mit Izzy by Picobello | 0           | 0         | 63,57       | 4        | 128,20 | 30               |
| 1           | Valkenswaard United | Eduardo Menezes mit Caruschka       | 4           | 0         | 64,63       | 4        | 128,20 | 30               |
| 2           | Monaco Aces         | Daniel Bluman mit Apardi            | 0           | 0         | 61,86       | 8        | 126,65 | 27               |
| 2           | Monaco Aces         | Schuyler Riley mit Dobra de Porceyo | 0           | 8         | 64,79       | 8        | 126,65 | 27               |

### 10. Prüfung: Paris
Zum dritten Mal fand eine Station der Global Champions Tour in Paris statt. Das Turnier Paris Eiffel Jumping wurde zeitgleich zur Finalrunde der Fußball-Europameisterschaft in Frankreich durchgeführt und fand erstmals nicht auf dem Marsfeld in unmittelbarer Nähe zum Eiffelturm statt. Als Alternativaustragungsort wurde die Freifläche La Plaine de Jeux de Bagatelle, angrenzend an den Bois de Boulogne, ausgewählt.
Global Champions Tour: Die GCT-Wertungsprüfung von Paris wurde am 2. Juli 2016 ab ca. 18 Uhr ausgerichtet. 14 Reiter blieben mit ihren Pferden im ersten Umlauf der Prüfung ohne Fehler, vier schnelle Teilnehmer mit vier Strafpunkten qualifizierten sich ebenso für den zweiten Umlauf. Während die fünf weiteren deutschen Reiter den Einzug in den zweiten Umlauf verpassten, gelang dies erstmals (bei seinem zweiten Start in einer GCT-Prüfung überhaupt) dem 18-jährigen Philip Houston. Mit seinem Schimmelwallach Loewenherz schloss er den ersten Umlauf auf dem ersten Platz ab, mit vier Strafpunkten im zweiten Umlauf beendete er die Prüfung auf dem achten Rang. Sechs Teilnehmer zogen ohne Fehler aus beiden Umläufen in das Stechen ein.
Im Stechen deutete zunächst alles auf einen französischen Sieg hin: Pénélope Leprevost benötigte mit Vagabond de la Pomme als erste fehlerfreie Stechteilnehmerin weniger als 40 Sekunden, ihr Landsmann Simon Delestre war nochmals zehn Hundertstelsekunden schneller. Als letzter Starter ging Rolf-Göran Bengtsson mit seinem erfahrenen 17-jährigen Hengst Casall in den Stechparcours. Bengtsson blieb ohne Fehler und sicherte sich mit einer Zeit von 38,50 Sekunden den Sieg.
|             | Reiter               | Pferd                | 1. Umlauf | 1. Umlauf   | 2. Umlauf | 2. Umlauf   | Stechen  | Stechen | Wertungs- punkte |
| Strafpunkte | Reiter               | Pferd                | Zeit (s)  | Strafpunkte | Zeit (s)  | Strafpunkte | Zeit (s) |         | Wertungs- punkte |
| ----------- | -------------------- | -------------------- | --------- | ----------- | --------- | ----------- | -------- | ------- | ---------------- |
| 1           | Rolf-Göran Bengtsson | Casall               | 0         | -           | 0         | -           | 0        | 38,50   | 40               |
| 2           | Simon Delestre       | Hermes Ryan          | 0         | -           | 0         | -           | 0        | 39,02   | 37               |
| 3           | Pénélope Leprevost   | Vagabond de la Pomme | 0         | -           | 0         | -           | 0        | 39,12   | 35               |

(Plätze eins bis drei von insgesamt 46 Teilnehmern)
Global Champions League: Die zehnte Etappe der GCL fand am Abend des 3. Juli statt. Mit dem ersten Umlauf der Global Champions League of Paris blieben drei Mannschaften ohne Strafpunkte, weitere fünf beendeten den Umlauf mit nur vier Strafpunkten. Während das Team Cannes Stars im zweiten Umlauf pro Reiter einen Zeitstrafpunkt bekam und die Prüfung damit auf dem zweiten Rang abschloss, sicherten sich Harrie Smolders und Audrey Coulter den zweiten Sieg in dieser Saison für die Antwerp Diamonds.
|             | Team             | Reiter/Pferde                         | 1. Umlauf   | 2. Umlauf | 2. Umlauf   | Gesamt   | Gesamt | Wertungs- punkte |
| Strafpunkte | Team             | Reiter/Pferde                         | Strafpunkte | Zeit (s)  | Strafpunkte | Zeit (s) |        | Wertungs- punkte |
| ----------- | ---------------- | ------------------------------------- | ----------- | --------- | ----------- | -------- | ------ | ---------------- |
| 1           | Antwerp Diamonds | Harrie Smolders mit Capital Colnardo  | 0           | 0         | 71,46       | 0        | 143,13 | 30               |
| 1           | Antwerp Diamonds | Audrey Coulter mit Alex               | 0           | 0         | 71,67       | 0        | 143,13 | 30               |
| 2           | Cannes Stars     | Marco Kutscher mit Clenur             | 0           | 1         | 78,16       | 2        | 155,49 | 27               |
| 2           | Cannes Stars     | Roger-Yves Bost mit Sunshine du Phare | 0           | 1         | 77,33       | 2        | 155,49 | 27               |

### 11. Prüfung: Estoril
Im Hipódromo Manuel Possolo in Cascais wurde die portugiesische Etappe der Global Champions Tour/Global Champions League ausgetragen. Erstmals seit 2013 umfasste das Turnier wieder Prüfungen an drei statt nur an zwei Tagen, es wurde vom 7. bis 9. Juli 2016 durchgeführt. Die Wertungsprüfungen der beiden Turnierserien wurden am 9. Juli ab 17 Uhr ausgerichtet.
Global Champions Tour: 13 Reiter blieben mit ihren Pferden im ersten Umlauf der GCT-Prüfung von Cascais ohne Fehler, so dass die besten fünf Teilnehmer mit vier Strafpunkten das Starterfeld des zweiten Umlaufs komplettierten. Nach einem fehlerlosen ersten Umlauf bekam Christian Ahlmann, der bislang die GCT-Gesamtwertung mit zeitweilig deutlichem Vorsprung angeführt hatte, mit Caribis Z acht Strafpunkte im zweiten Umlauf. Im Endergebnis kam er auf den 14. Platz und verlor seine Spitzenposition. Ein deutlich besseres Ergebnis – eine zweite Nullrunde im zweiten Umlauf – glückte acht Reitern.
Im Stechen dieser acht Reiter gelang der erste fehlerfreie Ritt dem dritten Starter, Piergiorgio Bucci mit Casallo Z (ein Sohn von Casall, dem Siegerpferd von Paris). Edwina Tops-Alexander und Bertram Allen schafften dies ebenfalls, mit knapp über 50 Sekunden waren diese jedoch rund eine Sekunde langsamer als Bucci. Während der Prüfung war ein starker Wind von der nahen Atlantikküste aufgezogen, welcher Teile von Hindernissen zum Umkippen brachte. Am stärksten traf dies Olivier Philippaerts, der als letzter Teilnehmer in das Stechen ging: Nur wenige Sekunden, nachdem er mit seinem Schimmel Legend of Love ein Hindernis überwunden hatte, brachte der Wind dieses zum Einsturz. Philippaerts war im Stechen schnell unterwegs und nur auch Hundertstelsekunden langsamer als Bucci, ein Fehler an einem späteren Hindernis begrub jedoch seine Siegchance.
|             | Reiter                | Pferd                   | 1. Umlauf | 1. Umlauf   | 2. Umlauf | 2. Umlauf   | Stechen  | Stechen | Wertungs- punkte |
| Strafpunkte | Reiter                | Pferd                   | Zeit (s)  | Strafpunkte | Zeit (s)  | Strafpunkte | Zeit (s) |         | Wertungs- punkte |
| ----------- | --------------------- | ----------------------- | --------- | ----------- | --------- | ----------- | -------- | ------- | ---------------- |
| 1           | Piergiorgio Bucci     | Casallo Z               | 0         | -           | 0         | -           | 0        | 49,07   | 40               |
| 2           | Edwina Tops-Alexander | Lintea Tequila          | 0         | -           | 0         | -           | 0        | 50,08   | 37               |
| 3           | Bertram Allen         | Hector van d'Abdijhoeve | 0         | -           | 0         | -           | 0        | 50,14   | 35               |

(Plätze eins bis drei von insgesamt 33 Teilnehmern)
Global Champions League: In der GCL-Prüfung, die direkt am Anschluss an die Global Champions Tour-Etappe stattfand, blieben im ersten Umlauf nur zwei Teams ohne Fehler. Während die Antwerp Diamonds mit acht Strafpunkten auf den dritten Rang abrutschten, ging der Sieg an die Vienna Eagles, die alle vier Ritte mit makellosem Ergebnis in das Ziel brachten. Auf den zweiten Platz schoben sich die Shanghai Swans, die zu ihren Strafpunkten aus dem ersten Umlauf nur einen Zeitstrafpunkt hinzubekamen.
|             | Team           | Reiter/Pferde                          | 1. Umlauf   | 2. Umlauf | 2. Umlauf   | Gesamt   | Gesamt | Wertungs- punkte |
| Strafpunkte | Team           | Reiter/Pferde                          | Strafpunkte | Zeit (s)  | Strafpunkte | Zeit (s) |        | Wertungs- punkte |
| ----------- | -------------- | -------------------------------------- | ----------- | --------- | ----------- | -------- | ------ | ---------------- |
| 1           | Vienna Eagles  | Danielle Goldstein mit Czerny N        | 0           | 0         | 73,30       | 0        | 148,63 | 30               |
| 1           | Vienna Eagles  | Lauren Hough mit Waterford             | 0           | 0         | 75,33       | 0        | 148,63 | 30               |
| 2           | Shanghai Swans | Alexandra Thornton mit Caballero       | 4           | 0         | 74,42       | 5        | 152,43 | 27               |
| 2           | Shanghai Swans | Edwina Tops-Alexander mit Ego van Orti | 0           | 1         | 78,01       | 5        | 152,43 | 27               |

### 12. Prüfung: Valkenswaard
Zeitgleich zum Beginn der Olympischen Spiele in Rio de Janeiro wurde die niederländische Etappe der GCT ausgerichtet. Da die Springreitwettbewerbe erst in der zweiten Hälfte der Olympischen Spiele durchgeführt wurde, waren in Valkenswaard vom 4. August bis zum 7. August noch etliche Teilnehmer der olympischen Wettbewerbe am Start, die dann im Anschluss an das Turnier nach Brasilien flogen.
Global Champions Tour: In Valkenswaard qualifizierten sich nach zwei Umläufen sechs Reiter mit ihren Pferden für das Stechen. Vier von ihnen glückte auch hier ein fehlerfreier Ritt. Mit der schnellsten Zeit dieser vier ging der Sieg an das Gewinnerpaar von Paris, Rolf-Göran Bengtsson und Casall.
|             | Reiter               | Pferd                  | 1. Umlauf | 1. Umlauf   | 2. Umlauf | 2. Umlauf   | Stechen  | Stechen | Wertungs- punkte |
| Strafpunkte | Reiter               | Pferd                  | Zeit (s)  | Strafpunkte | Zeit (s)  | Strafpunkte | Zeit (s) |         | Wertungs- punkte |
| ----------- | -------------------- | ---------------------- | --------- | ----------- | --------- | ----------- | -------- | ------- | ---------------- |
| 1           | Rolf-Göran Bengtsson | Casall                 | 0         | -           | 0         | -           | 0        | 41,36   | 40               |
| 2           | Laura Kraut          | Cavalia                | 0         | -           | 0         | -           | 0        | 41,53   | 37               |
| 3           | Alberto Zorzi        | Fair Light van’t Heike | 0         | -           | 0         | -           | 0        | 42,53   | 35               |

(Plätze eins bis drei von insgesamt 49 Teilnehmern)
Global Champions League: Die Wertungsprüfung der GCL wurde am Sonntagnachmittag durchgeführt. Das Turnier verlief erfolgreich für den in Valkenswaard tätigen Bereiter von Jan Tops, Alberto Zorzi. Nachdem dieser bereits Dritter im GCT-Springen geworden war, gehörte er bei der Global Champions League von Valkenswaard zum siegreichen Team Madrid in Motion. Zusammen mit Pedro Veniss blieben sie hier als einziges Team ohne Hindernisfehler.
|             | Team             | Reiter/Pferde                 | 1. Umlauf   | 2. Umlauf | 2. Umlauf   | Gesamt   | Gesamt | Wertungs- punkte |
| Strafpunkte | Team             | Reiter/Pferde                 | Strafpunkte | Zeit (s)  | Strafpunkte | Zeit (s) |        | Wertungs- punkte |
| ----------- | ---------------- | ----------------------------- | ----------- | --------- | ----------- | -------- | ------ | ---------------- |
| 1           | Madrid in Motion | Alberto Zorzi mit Danique     | 1           | 0         | 80,86       | 1        | 162,80 | 30               |
| 1           | Madrid in Motion | Pedro Veniss mit For Felicila | 0           | 0         | 81,94       | 1        | 162,80 | 30               |
| 2           | Antwerp Diamonds | Audrey Coulter mit Alex       | 0           | 4         | 74,35       | 4        | 153,24 | 27               |
| 2           | Antwerp Diamonds | Jos Verlooy mit Caracas       | 0           | 0         | 78,89       | 4        | 153,24 | 27               |

### 13. Prüfung: Rom
Zum zweiten Mal in Folge wurde in Rom eine Etappe der Global Champions Tour ausgetragen. Das GCT-Turnier von Rom wurde vom 8. bis zum 11. September 2016 im Stadio dei Marmi durchgeführt. Das Wetter warf die Zeitplanung der Veranstalter über den Haufen. Wegen eines heftigen Gewitters wurde die Global Champions Tour-Prüfung nach wenigen Teilnehmern unterbrochen. Die Prüfung wurde auf Sonntagvormittag verlegt. Auch am Sonntagnachmittag war die Veranstaltung von Unwettern betroffen, die Wertungsprüfung der Global Champions League wurde daher komplett abgesagt.
Global Champions Tour: Die Reiterin mit dem besten Ergebnis des ersten Umlauf der Global Champions Tour-Wertungsprüfung, Jessica Mendoza, verzichtete auf einen Start im zweiten Umlauf. Daher gingen hier noch 17 Reiter mit ihren Pferden an den Start. Sieben hiervon erreichten das Stechen.
Im Stechen legte Maikel van der Vleuten mit einer guten Runde mit Arera C vor. Die drei nächsten Starter im Stechen blieben ebenso ohne Fehler, waren aber langsamer als van der Vleuten. Der zweite Stechteilnehmer aus Italien, Piergiorgio Bucci, gelang es, schneller als der Führende das Ziel zu erreichen, ein Abwurf am letzten Hindernis brachten ihm jedoch vier Strafpunkte ein, so dass er am Ende des Stechens nur auf den siebenten Rang kam. Harrie Smolders als nächster Starter überwand mit Don Z das vorletzte Hindernis zeitgleich zu Maikel van der Vleuten. Der Weg zum letzten Hindernis gelang ih,
m jedoch besser, so dass Smolders in Führung ging. Simon Delestre als letzter Starter versuchte Harrie Smolders die Führung noch streitig zu machen, war jedoch etwas langsamer und beendete die Prüfung damit auf dem zweiten Rang.
|             | Reiter                 | Pferd   | 1. Umlauf | 1. Umlauf   | 2. Umlauf | 2. Umlauf   | Stechen  | Stechen | Wertungs- punkte |
| Strafpunkte | Reiter                 | Pferd   | Zeit (s)  | Strafpunkte | Zeit (s)  | Strafpunkte | Zeit (s) |         | Wertungs- punkte |
| ----------- | ---------------------- | ------- | --------- | ----------- | --------- | ----------- | -------- | ------- | ---------------- |
| 1           | Harrie Smolders        | Don Z   | 0         | -           | 0         | -           | 0        | 33,11   | 40               |
| 2           | Simon Delestre         | Chesall | 0         | -           | 0         | -           | 0        | 34,00   | 37               |
| 3           | Maikel van der Vleuten | Arera C | 0         | -           | 0         | -           | 0        | 34,07   | 35               |

(Plätze eins bis drei von insgesamt 41 Teilnehmern)

### 14. Prüfung: Wien
Die einzige österreichische Etappe der Global Champions Tour bekam 2016 einen neuen Austragungsort: Das Turnier Vienna Masters wurde vom 15. September bis zum 18. September 2016 auf der Trabrennbahn Krieau ausgetragen.
Global Champions Tour: Am Abend des 17. September wurde die Global Champions Tour von Wien durchgeführt. Im ersten Umlauf blieben 17 Reiter ohne Fehler. Neben diesen zogen auch Edwina Tops-Alexander und Caretina de Joter mit dem schnellsten Ritt mit einem Zeitstrafpunkt in den zweiten Umlauf ein. Tops-Alexander bekam auch im zweiten Umlauf einen Zeitstrafpunkt, was sie im Endergebnis auf den zwölften Rang brachte. Gleich elf Reiter beendeten mit ihren Pferden auch den zweiten Umlauf ohne Fehler. Die dritte Runde ohne Fehler glückte sechs der elf Stechteilnehmer. Klar den schnellsten fehlerlosen Ritt im Stechen zeigten Marcus Ehning und Comme il faut mit über einer Sekunde Vorsprung vor der Zweitplatzierten Janne Friederike Meyer.
|             | Reiter                 | Pferd         | 1. Umlauf | 1. Umlauf   | 2. Umlauf | 2. Umlauf   | Stechen  | Stechen | Wertungs- punkte |
| Strafpunkte | Reiter                 | Pferd         | Zeit (s)  | Strafpunkte | Zeit (s)  | Strafpunkte | Zeit (s) |         | Wertungs- punkte |
| ----------- | ---------------------- | ------------- | --------- | ----------- | --------- | ----------- | -------- | ------- | ---------------- |
| 1           | Marcus Ehning          | Comme il faut | 0         | -           | 0         | -           | 0        | 38,67   | 40               |
| 2           | Janne Friederike Meyer | Goja          | 0         | -           | 0         | -           | 0        | 39,68   | 37               |
| 3           | Simon Delestre         | Chesall       | 0         | -           | 0         | -           | 0        | 40,18   | 35               |

(Plätze eins bis drei von insgesamt 46 Teilnehmern)
Global Champions League: Am Sonntagnachmittag (18. September); nach dem mit 62.000 Euro dotierten Vienna Masters, wurde die GCL-Etappe von Wien ausgerichtet. Im ersten Umlauf der Prüfung blieben drei Teams ohne Fehler. Monaco Aces, im ersten Umlauf ohne Strafpunkte, bekam aufgrund eines Fehlers von Leopold van Asten vier Strafpunkte, dank der sehr schnellen Zeit von Maikel van der Vleuten und Quatro (61,39 Sekunden) sicherte sich das Team dennoch den dritten Platz. Den Sieg machten die Rome Gladiators und Valkenswaard United untereinander aus, beide waren im zweiten Umlauf erneut ohne Strafpunkte geblieben. Die schnelleren Zeiten von John Whitaker und Bertram Allen brachten Valkenswaard United den vierten Sieg in dieser Saison ein.
|             | Team                | Reiter/Pferde                     | 1. Umlauf   | 2. Umlauf | 2. Umlauf   | Gesamt   | Gesamt | Wertungs- punkte |
| Strafpunkte | Team                | Reiter/Pferde                     | Strafpunkte | Zeit (s)  | Strafpunkte | Zeit (s) |        | Wertungs- punkte |
| ----------- | ------------------- | --------------------------------- | ----------- | --------- | ----------- | -------- | ------ | ---------------- |
| 1           | Valkenswaard United | John Whitaker mit Ornellaia       | 0           | 0         | 65,46       | 0        | 129,49 | 30               |
| 1           | Valkenswaard United | Bertram Allen mit Romanov         | 0           | 0         | 64,03       | 0        | 129,49 | 30               |
| 2           | Rome Gladiators     | Jack Towell mit Emilie de Diamant | 0           | 0         | 66,73       | 0        | 133,02 | 27               |
| 2           | Rome Gladiators     | Laura Renwick mit Bintang II      | 0           | 0         | 66,29       | 0        | 133,02 | 27               |

### 15. Prüfung: Doha
Austragungsort der abschließenden Etappe der Global Champions Tour und Global Champions League war erneut die Hauptstadt von Katar, Doha. Durchgeführt wurde das Turnier vom 3. bis zum 5. November 2016 in der 2013 errichteten Reitanlage Al Shaqab.
Global Champions Tour: Unter Flutlicht fand am Abend des 5. November die letzte Prüfung der Global Champions Tour-Saison statt. Neun Reiter qualifizierten sich aufgrund eines fehlerfreien Rittes im ersten Umlauf für den zweiten Umlauf. Dessen Starterfeld von 18 Reitern wurde mit zwei Reitern mit je einem Zeitstrafpunkt sowie weiteren Reitern mit vier Strafpunkten aufgefüllt. Für die deutschen Reiter war der erste Umlauf höchsterfolgreich verlaufen, alle neun schafften den Sprung in den zweiten Umlauf und stellten damit dort das halbe Teilnehmerfeld. Den zweiten Umlauf bewältigten die meisten Reiter ohne Fehler, sieben blieben in beiden Umläufen ohne Fehler und zogen damit in das Stechen ein.
Eine entscheidende Passage des Stechparcours war der Weg vom drittletzten zum vorletzten Hindernis, hier vollzogen die Reiter mit ihren Pferden eine 270-Grad-Wendung. Die Wendung musste möglichst eng geritten werden, ohne jedoch zu viel Schwung für den Sprung und die nachfolgende gebogene Linie zum Schlusshindernis zu verlieren. Laura Kraut musste als erste Reiterin in das Stechen, blieb mit Zeremonie fehlerfrei, war jedoch gerade in der Schlussphase noch nicht volles Risiko gegangen. Janne Friederike Meyer folgte als zweite Starterin mit Goja. Sie war mit einer Zeit von 36,76 Sekunden gut eine Sekunde schneller als Kraut, leistete sich jedoch vier Strafpunkte am letzten Sprung. Daniel Deußer gelang es dann, sich mit First Class van Eeckelghem im Ergebnis vor Laura Kraut zu setzen.
Während Simon Delestre mit dem erst vor wenigen Wochen von Ferenc Szentirmai übernommenen Hengst Chadino taktisch ritt und mit einer langsamen fehlerfreien Runde seine gute Platzierung in der GCT-Gesamtwertung sicherte, griff Meredith Michaels-Beerbaum mehr an und platzierte sich mit Fibonacci hinter Deußer. Während bis hier die Zeit von Janne Friederike Meyer immer noch die schnellste Runde im Stechen gewesen war, änderte sich dies mit dem letzten Ritt. Rolf-Göran Bengtsson war, da es Edwina Tops-Alexander nicht in den zweiten Umlauf geschafft hatte, bereits sicher Sieger der Gesamtwertung der Global Champions Tour 2016. Somit konnte er mit Casall auf Angriff reiten. Bengtsson blieb fehlerfrei und kam vier Zehntelsekunden vor der Zeit Deußers in das Ziel, so dass er neben der Gesamtwertung auch noch die GCT-Etappe von Doha gewann.
|             | Reiter                     | Pferd                      | 1. Umlauf | 1. Umlauf   | 2. Umlauf | 2. Umlauf   | Stechen  | Stechen | Wertungs- punkte |
| Strafpunkte | Reiter                     | Pferd                      | Zeit (s)  | Strafpunkte | Zeit (s)  | Strafpunkte | Zeit (s) |         | Wertungs- punkte |
| ----------- | -------------------------- | -------------------------- | --------- | ----------- | --------- | ----------- | -------- | ------- | ---------------- |
| 1           | Rolf-Göran Bengtsson       | Casall                     | 0         | -           | 0         | -           | 0        | 36,44   | 40               |
| 2           | Daniel Deußer              | First Class van Eeckelghem | 0         | -           | 0         | -           | 0        | 36,84   | 37               |
| 3           | Meredith Michaels-Beerbaum | Fibonacci                  | 0         | -           | 0         | -           | 0        | 37,26   | 35               |

(Plätze eins bis drei von insgesamt 41 Teilnehmern)
Global Champions League: Zwei Tage vor dem Finale der Global Champions Tour war bereits das Finale der Global Champions League ausgetragen worden. Das Preisgeld der Prüfung lag zwar mit 200.000 Euro nur etwa halb so hoch wie in der GCT-Wertungsprüfung, doch wurde anhand der Gesamtwertung nach Doha ein extrem hohes Preisgeld von 4,5 Millionen Euro an die zwölf Mannschaften ausgeschüttet.
Auch bei der Global Champions League von Doha hieß der Sieger Rolf-Göran Bengtsson, zusammen mit Nicola Philippaerts bildete er das Team Paris Jets, welches als eine von nur zwei Mannschaften ohne Fehler blieb. Auf den zweiten Rang, ebenso fehlerfrei, aber deutlich langsamer, kamen die Cannes Stars – vertreten durch Roger-Yves Bost und Marco Kutscher. Alle weiteren Mannschaften kamen auf deutlich höhere Strafpunktzahlen: Die drittplatzierten Antwerp Diamonds (Jos Verlooy/Harrie Smolders) kamen auf 12 Strafpunkte, Cascais Charms (Andreas Kreuzer/Philip Houston) auf Rang vier auf 17 Strafpunkte sowie Janne Friederike Meyer und Alexandra Thornton als Shanghai Swans auf 19 Strafpunkte. Auf ein Ergebnis von 20 Strafpunkte kamen John Whitaker mit seinem Championatspferd Ornellaia und Bertram Allen mit dem erfahrenen 18-jährigen Hengst Romanov – für Valkenswaard United war dies der sechste Platz in dieser Prüfung, der dennoch reichte, um sich den Sieg in der Gesamtwertung zu sichern.
|             | Team         | Reiter/Pferde                             | 1. Umlauf   | 2. Umlauf | 2. Umlauf   | Gesamt   | Gesamt | Wertungs- punkte |
| Strafpunkte | Team         | Reiter/Pferde                             | Strafpunkte | Zeit (s)  | Strafpunkte | Zeit (s) |        | Wertungs- punkte |
| ----------- | ------------ | ----------------------------------------- | ----------- | --------- | ----------- | -------- | ------ | ---------------- |
| 1           | Paris Jets   | Rolf-Göran Bengtsson mit Clarimo          | 0           | 0         | 75,57       | 0        | 153,57 | 30               |
| 1           | Paris Jets   | Nicola Philippaerts mit Zilverstar T      | 0           | 0         | 78,00       | 0        | 153,57 | 30               |
| 2           | Cannes Stars | Roger-Yves Bost mit Qoud'Coeur de la Loge | 0           | 0         | 79,39       | 0        | 160,92 | 27               |
| 2           | Cannes Stars | Marco Kutscher mit Clenur                 | 0           | 0         | 81,53       | 0        | 160,92 | 27               |

## Gesamtwertungen

### Global Champions Tour
Die Gesamtwertung entschied über den Gesamtsieg der Global Champions Tour. Anhand dieser Rangliste wurde am Ende der Saison ein Bonus-Preisgeld von 950.000 Euro an die 18 erfolgreichsten Reiter der Global Champions Tour vergeben.
|    | Reiter                  | Miami | Mexiko | Antw. | Shanghai | Hamb. | Madrid | Chant. | Cannes | Monaco | Paris | Estoril | Valkensw. | Rom | Wien | Doha | Wertungs- punkte | Preisgeld (Bonus) |
| -- | ----------------------- | ----- | ------ | ----- | -------- | ----- | ------ | ------ | ------ | ------ | ----- | ------- | --------- | --- | ---- | ---- | ---------------- | ----------------- |
| 1  | Rolf-Göran Bengtsson    | (0)   | (29)   | 35    | —        | (0)   | 30     | 31     | (0)    | 35     | 40    | —       | 40        | 32  | (27) | 40   | 283              | 294.500 €         |
| 2  | Edwina Tops-Alexander   | 40    | (0)    | (0)   | 33       | (0)   | (0)    | 33     | 37     | (26)   | 28    | 37      | 31        | 28  | (25) | (0)  | 267              | 190.000 €         |
| 3  | Christian Ahlmann       | 35    | 33     | 29    | 32       | 32    | 25     | (0)    | (23)   | (0)    | (0)   | 23      | (0)       | —   | —    | 30   | 239              | 123.500 €         |
| 4  | Simon Delestre          | —     | —      | 37    | 27       | 31    | —      | —      | 0      | —      | 37    | —       | —         | 37  | 35   | 32   | 236              | 76.000 €          |
| 5  | Harrie Smolders         | (0)   | 23     | 23    | —        | 37    | 20     | —      | (0)    | —      | 30    | —       | 27        | 40  | (0)  | 27   | 227              | 47.500 €          |
| 6  | Bertram Allen           | (0)   | 35     | (0)   | —        | 26    | 33     | (19)   | (19)   | 22     | (0)   | 35      | 23        | 24  | 23   | (0)  | 221              | 33.250 €          |
| 7  | Ludger Beerbaum         | —     | —      | 27    | 19       | 40    | —      | 40     | (0)    | —      | (0)   | 19      | 24        | 25  | (0)  | 25   | 219              | 33.250 €          |
| 8  | Kevin Staut             | 30    | (0)    | 30    | —        | (0)   | 24     | —      | 30     | —      | 23    | 25      | —         | —   | 30   | 19   | 211              | 19.000 €          |
| 9  | Daniel Bluman           | 24    | —      | (0)   | —        | 35    | 26     | 35     | —      | 0      | 24    | 22      | —         | —   | 29   | —    | 195              | 19.000 €          |
| 10 | Marcus Ehning           | —     | —      | —     | —        | 33    | 40     | —      | 29     | —      | —     | —       | 0         | —   | 40   | 28   | 170              | 19.000 €          |
| 11 | Jos Verlooy             | 19    | 37     | (0)   | —        | (0)   | —      | 28     | 0      | 23     | —     | —       | 0         | 31  | —    | 26   | 164              | 19.000 €          |
| 12 | Olivier Philippaerts    | —     | —      | 0     | 28       | 0     | 32     | 27     | 21     | —      | —     | 33      | 19        | —   | —    | (0)  | 160              | 14.250 €          |
| 13 | Lauren Hough            | (0)   | —      | 32    | —        | 19    | (0)    | 24     | 0      | —      | 0     | 20      | 32        | (0) | 31   | (0)  | 158              | 14.250 €          |
| 14 | Emanuele Gaudiano       | 22    | 19     | 24    | 31       | 0     | 0      | —      | 0      | 40     | —     | (0)     | (0)       | 21  | (0)  | (0)  | 157              | 14.250 €          |
| 15 | Maikel van der Vleuten  | 31    | (0)    | —     | 26       | —     | 0      | —      | 0      | —      | 0     | —       | 26        | 35  | 33   | (0)  | 151              | 9.500 €           |
| 16 | Ali bin Chalid Al Thani | 32    | 24     | —     | 20       | (0)   | 27     | (0)    | 0      | —      | 0     | (0)     | —         | 26  | (0)  | 22   | 151              | 9.500 €           |
| 17 | John Whitaker           | 29    | 31     | 25    | —        | 0     | 28     | —      | 0      | 33     | 0     | (0)     | —         | (0) | (0)  | (0)  | 146              | 7.125 €           |
| 18 | Scott Brash             | (0)   | 0      | —     | 24       | —     | 0      | 0      | 40     | 25     | 32    | (0)     | (0)       | —   | 24   | (0)  | 145              | 7.125 €           |

Plätze eins bis 18, die acht besten Ergebnisse eines jeden Reiters gehen in die Gesamtwertung ein.

### Global Champions League
Während in der Global Champions Tour der größere Teil der Preisgelder in den einzelnen Prüfungen ausgeschüttet wird, findet sich bei der Global Champions League die umgekehrte Situation: Hier wurden bei den Wertungsprüfungen jeweils Preisgelder im Umfang von etwa 200.000 Euro vergeben, den Hauptteil des Preisgeldes machte jedoch die Ausschüttung am Saisonende aus. Hier wurde unter den Teams ein Betrag von 4,5 Millionen Euro ausgeschüttet. Den größten Betrag hiervon erhielt das Team Valkenswaard United, welches über die Saison hinweg insbesondere von den Leistungen der britischen Springsportlegende John Whitaker und des 40 Jahre jüngeren Bertram Allen, eines der erfolgreichsten Jungen Reitern überhaupt, profitierte.
|   | Mannschaft          | Preisgeld (Bonus) | Miami | Mexiko | Antw. | Shanghai | Hamb. | Madrid | Chant. | Cannes | Monaco | Paris | Estoril | Valkensw. | Rom | Wien | Doha  | Wertungs- punkte |
| - | ------------------- | ----------------- | ----- | ------ | ----- | -------- | ----- | ------ | ------ | ------ | ------ | ----- | ------- | --------- | --- | ---- | ----- | ---------------- |
| 1 | Valkenswaard United | 30                | 16    | 27     | 27    | 30       | 15    | 19     | 20     | 30     | 25     | 17,5  | 23      | —         | 30  | 19   | 328,5 | 1.363.125 €      |
| 2 | Antwerp Diamonds    | 27                | 18    | 30     | 14    | 27       | 25    | 14     | 16     | 25     | 30     | 25    | 27      | —         | 23  | 25   | 326   | 913.125 €        |
| 3 | Monaco Aces         | 23                | 25    | 25     | 23    | 23       | 23    | 18     | 30     | 27     | 19     | 13,5  | 25      | —         | 25  | 16   | 315,5 | 598.125 €        |
| 4 | Rome Gladiators     | 18                | 17    | 23     | 17    | 25       | 30    | 27     | 23     | 20     | 23     | 17,5  | 14      | —         | 27  | 17,5 | 299   | 373.125 €        |
| 5 | Cannes Stars        | 13                | 27    | 15     | 19    | 19       | 27    | 25     | 14     | 13     | 27     | 20    | 13      | —         | 15  | 27   | 274   | 238.125 €        |
| 6 | Paris Jets          | 16                | 13,5  | 16     | 25    | 18       | 14    | 13     | 27     | 23     | 20     | 23    | 17      | —         | 17  | 30   | 272,5 | 193.125 €        |

beste sechs von zwölf Mannschaften, alle Ergebnisse gehen in die Gesamtwertung ein.